# مسابقات جهانی تنیس روی میز ۱۹۳۶
مسابقات جهانی تنیس روی میز ۱۹۳۶ (انگلیسی: 1936 World Table Tennis Championships) دهمین دوره مسابقات جهانی تنیس روی میز است که در شهر پراگ، چکسلواکی برگزار شده‌است.
این مسابقات از ۱۲ تا ۱۸ مارس ۱۹۳۶ در دو بخش تیمی و انفرادی انجام شده‌است.

## نتایج

### تیمی
| رویداد     | طلا                                                                               | نقره                                                                                                 | برنز                                                                                               |
| تیمی مردان | اتریش · اروین کون · ریچارد برگمن · Helmut Goebel · Hans Hartinger · آلفرد لیبرستر | رومانی · Viktor Vladone · Marin Vasile-Goldberger · Farkas Paneth                                    | چکسلواکی · استانیسلاف کولاژ · بوهومیل وانا · میلوسلاو هامر · Václav Tereba · František Hanec Pivec |
| تیمی مردان | اتریش · اروین کون · ریچارد برگمن · Helmut Goebel · Hans Hartinger · آلفرد لیبرستر | رومانی · Viktor Vladone · Marin Vasile-Goldberger · Farkas Paneth                                    | فرانسه · Michel Haguenauer · Charles Dubouillé · Raoul Bedoc · Daniel Guérin · Paul Wolschoefer    |
| تیمی مردان | اتریش · اروین کون · ریچارد برگمن · Helmut Goebel · Hans Hartinger · آلفرد لیبرستر | رومانی · Viktor Vladone · Marin Vasile-Goldberger · Farkas Paneth                                    | مجارستان · ویکتور بارنا · میکلوش سابادوش · لاسلو بلاک · استفان کلن · تیبور هازی                    |
| تیمی مردان | اتریش · اروین کون · ریچارد برگمن · Helmut Goebel · Hans Hartinger · آلفرد لیبرستر | رومانی · Viktor Vladone · Marin Vasile-Goldberger · Farkas Paneth                                    | لهستان · الویزی الریخ · Samuel Schieff · Shimcha Finkelstein · Jezierski                           |
| تیمی زنان  | چکسلواکی ماریه کتنرووا گرترود کلینووا Marie Šmídová ورا ووتروبسووا                | آلمان آسترید کربسباخ آنیتا فلگوت هیلده بوسمن ایالات متحده آمریکا روت آرونز جسی پوروس Corinne Migneco | جایزه داده نشد, as there was a tie for silver.                                                     |

### انفرادی
| رویداد        | طلا                          | نقره                            | برنز                            |
| انفرادی مردان | استانیسلاف کولاژ             | الویزی الریخ                    | فرنس سوس                        |
| انفرادی مردان | استانیسلاف کولاژ             | الویزی الریخ                    | ریچارد برگمن                    |
| انفرادی زنان  | روت آرونز                    | آسترید کربسباخ                  | ماریه کتنرووا                   |
| انفرادی زنان  | روت آرونز                    | آسترید کربسباخ                  | Marie Šmídová                   |
| دونفره مردان  | بادی بلاتنر جیمز مک‌کلور      | استانیسلاف کولاژ Okter Petrisek | تیبور هازی فرنس سوس             |
| دونفره مردان  | بادی بلاتنر جیمز مک‌کلور      | استانیسلاف کولاژ Okter Petrisek | Karel Fleischner Adolf Šlár     |
| دونفره زنان   | ماریه کتنرووا Marie Šmídová  | واستا دپرتریسووا ورا ووتروبسووا | روت آرونز جسی پوروس             |
| دونفره زنان   | ماریه کتنرووا Marie Šmídová  | واستا دپرتریسووا ورا ووتروبسووا | Magda Gál ماریا مدنیانسکی       |
| دونفره مختلط  | میلوسلاو هامر گرترود کلینووا | استفان کلن ماریا مدنیانسکی      | Helmut Ullrich Annemarie Schulz |
| دونفره مختلط  | میلوسلاو هامر گرترود کلینووا | استفان کلن ماریا مدنیانسکی      | استانیسلاف کولاژ Marie Šmídová  |